# 黄齐生
黄齐生（1879年—1946年4月8日），原名黄禄祥，又名黄鲁连，字齐生，号青石，晚号石公，祖籍江西抚州，后移籍贵州安顺，中国近代教育家、爱国民主人士。

## 生平
曾任贵州贵阳达德学校校长。王若飞舅父。1946年4月8日同王若飞、博古、叶挺等人乘飞机返回延安时同機遇难，是“四八”烈士之一。

## 评价
毛泽东评价他是“共产党最艰难的时候，党外人士同情爱护党的第一人”。